# Синэкология
Синэколо́гия (от греч. σύν — вместе и экология) — раздел науки экология, изучающий сообщества организмов в экосистемах (биоценозах) и их взаимоотношения между собой и со средой обитания.
В настоящее время является одним из трёх главных разделов общей экологии (наряду с аутэкологией и демэкологией).

## История понятия
Изначально термин использовался преимущественно в ботанике. В конце XIX — начале XX века на страницах Энциклопедического словаря Брокгауза и Ефрона было дано следующее определение термина:

Синэкология или учение о растительных формациях, распадается на следующие отделы: I. Физиономическая С. имеет задачей описание растительных формаций с точки зрения их состава и «физиономии» («жизненных форм»). II. Географическая C. изучает географическое распределение формаций по областям, по горным поясам и по геологическим системам (формациям и проч.), представляющим собой субстрат для растительности. III. Экологическая С. изучает условия жизни данного местообитания; отдельные экологические группы, входящие в состав данной формации; происхождение формаций, условия поддержания их в равновесии и изменения, претерпеваемые формациями. IV. Историческая С. исследует флористические элементы отдельных формаций и историю их иммиграции.